# ヤン・ブレイデルスタディオン
ヤン・ブレイデルスタディオン (Jan Breydelstadion)は、ベルギー・ウェスト＝フランデレン州ブルッヘにあるサッカー専用スタジアム。クラブ・ブルッヘとサークル・ブルッヘのホームスタジアムとなっている。収容人数は29,062人。

## 概要
1973年、当時のブルッヘ市長主導の下所有権をブルッヘ市が保有する形で建設計画が練られた。2年後の1975年に建設工事に着工し、1975-76シーズンの開幕戦でこけら落としとなった。
1995年5月、当スタジアムがUEFA EURO 2000の会場に選定されると、スタジアム名をヤン・ブレイデルスタディオン (Jan Breydelstadion)へと改名した。「ヤン・ブレイデル」とは、1302年7月11日に勃発した金拍車の戦いにおけるフランドル都市連合軍リーダーの名前である。
1975年の開場当時は立ち見席を含めて22,000人収容のスタジアムであったが、1987年のUEFAによる立ち見席規制を受けて18,000人収容とその数を大きく減らしていた。そのため、EURO 2000開催に合わせてスタジアムの拡張工事を行い、竣工後に現在の収容人数を誇るスタジアムへと姿を変えた。
2017年11月14日、サッカー日本代表対サッカーベルギー代表の国際Aマッチが開催され、ベルギー代表が1-0で勝利した。
2020年1月、クラブ・ブルッヘとブルッヘ市は同クラブの新スタジアム建設計画を公表した。所在地は当スタジアムの真隣であり、スペインのビルバオにあるサン・マメスを参考にしたこのスタジアムは総工費1億ユーロにのぼると見積もられ、新スタジアム開場後には、このヤン・ブレイデルスタディオンは取り壊される見通しである。また、ヤン・ブレイデルスタディオンを共有するサークル・ブルッヘも新スタジアム建設の計画を進めている。

## 開催された主な大会・試合
- UEFA EURO 2000

| 日付          | ホームチーム   | 結果 | アウェーチーム | ラウンド  |
| ------------- | -------------- | ---- | -------------- | --------- |
| 2000年6月11日 | フランス       | 3-0  | デンマーク     | グループD |
| 2000年6月16日 | チェコ         | 1-2  | フランス       | グループD |
| 2000年6月21日 | ユーゴスラビア | 3-4  | スペイン       | グループC |
| 2000年6月25日 | スペイン       | 1-2  | フランス       | 準々決勝  |

- 国際Aマッチ

| 日付           | ホームチーム | 結果 | アウェーチーム | 大会     |
| -------------- | ------------ | ---- | -------------- | -------- |
| 1989年8月23日  | ベルギー     | 3-0  | デンマーク     | 親善試合 |
| 1999年8月18日  | ベルギー     | 3-4  | フィンランド   | 親善試合 |
| 2013年2月6日   | ベルギー     | 2-1  | スロバキア     | 親善試合 |
| 2017年11月14日 | ベルギー     | 1-0  | 日本           | 親善試合 |

- 国際大会

| 日付          | ホームチーム     | 結果 | アウェーチーム | 大会                        |
| ------------- | ---------------- | ---- | -------------- | --------------------------- |
| 1976年5月19日 | クラブ・ブルッヘ | 1-1  | リヴァプールFC | UEFAカップ1975-76決勝・2leg |

## ギャラリー

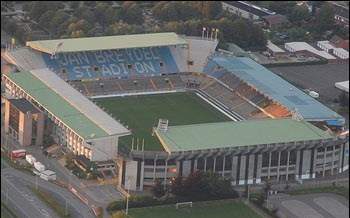
2016年に撮影された空撮
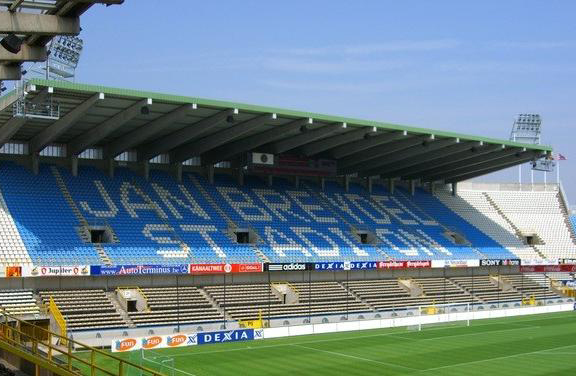
2006年の北スタンド
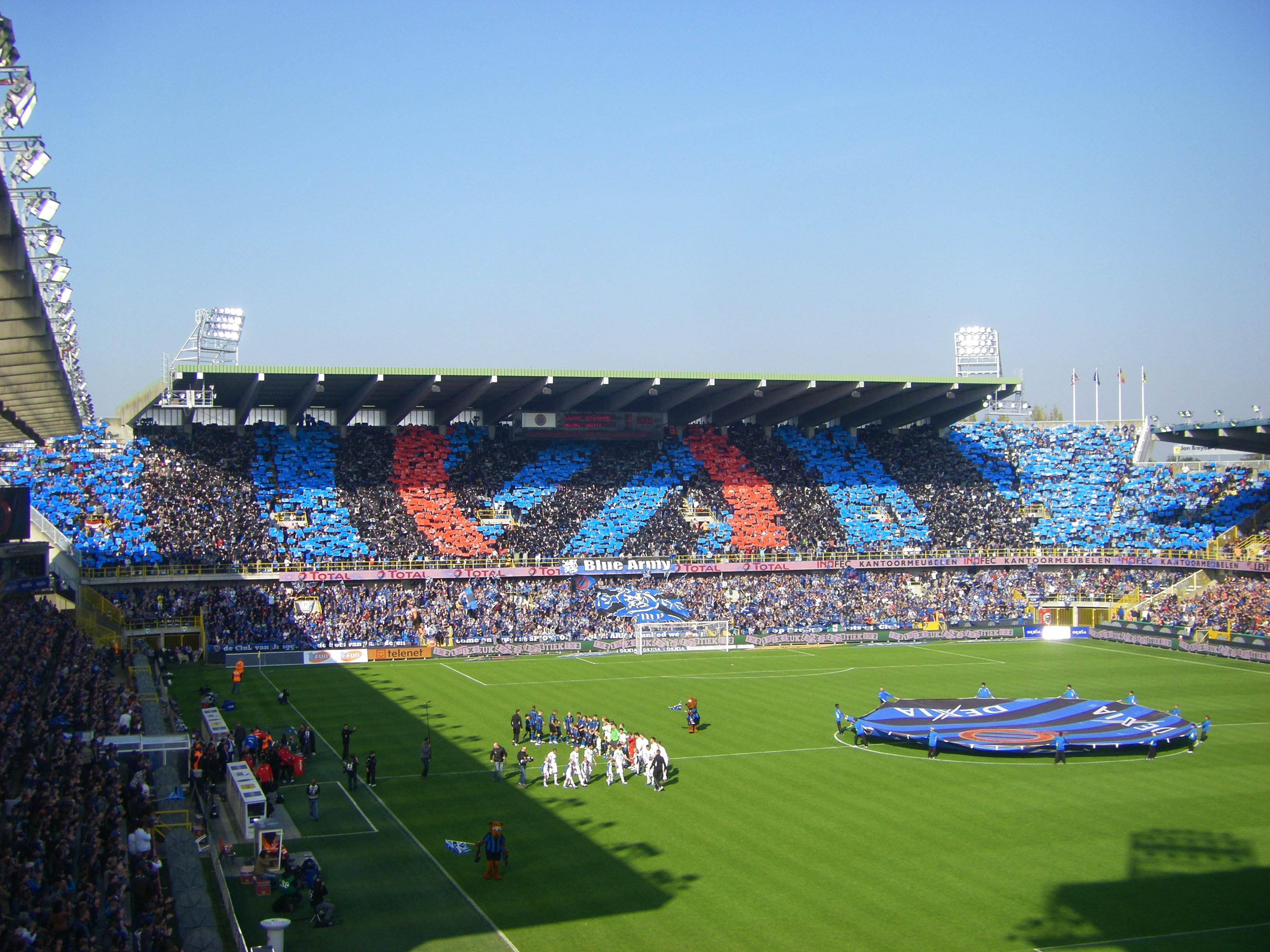
2011年の北スタンド
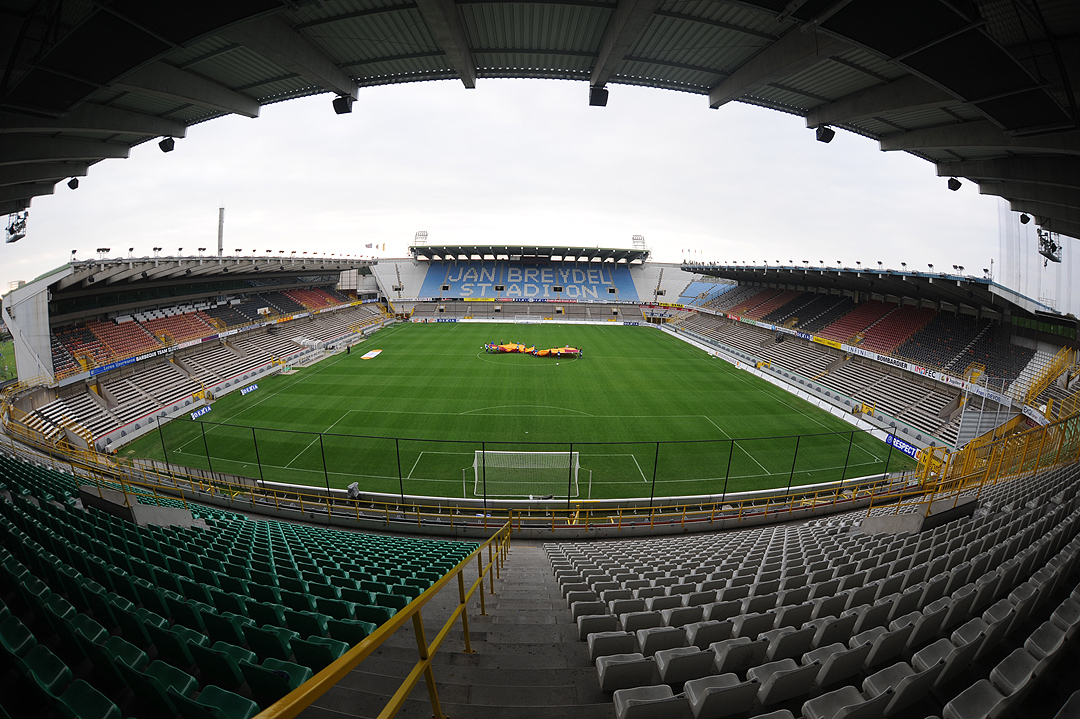
南スタンドからの眺め (2018年)
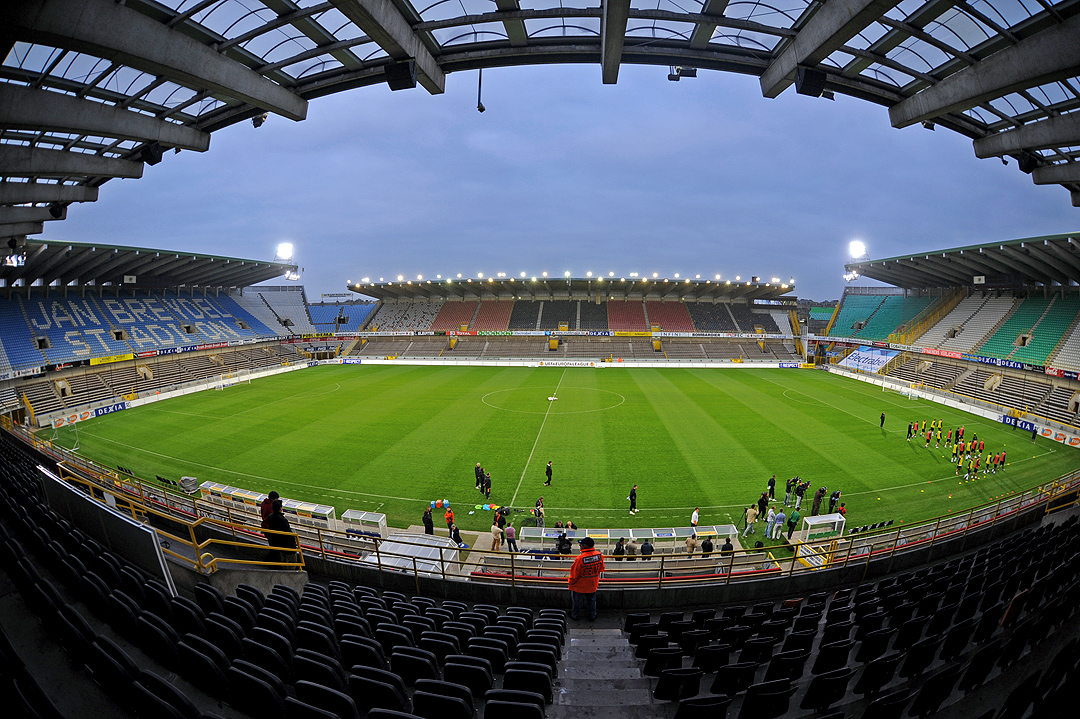
西スタンドからの眺め (2011年)
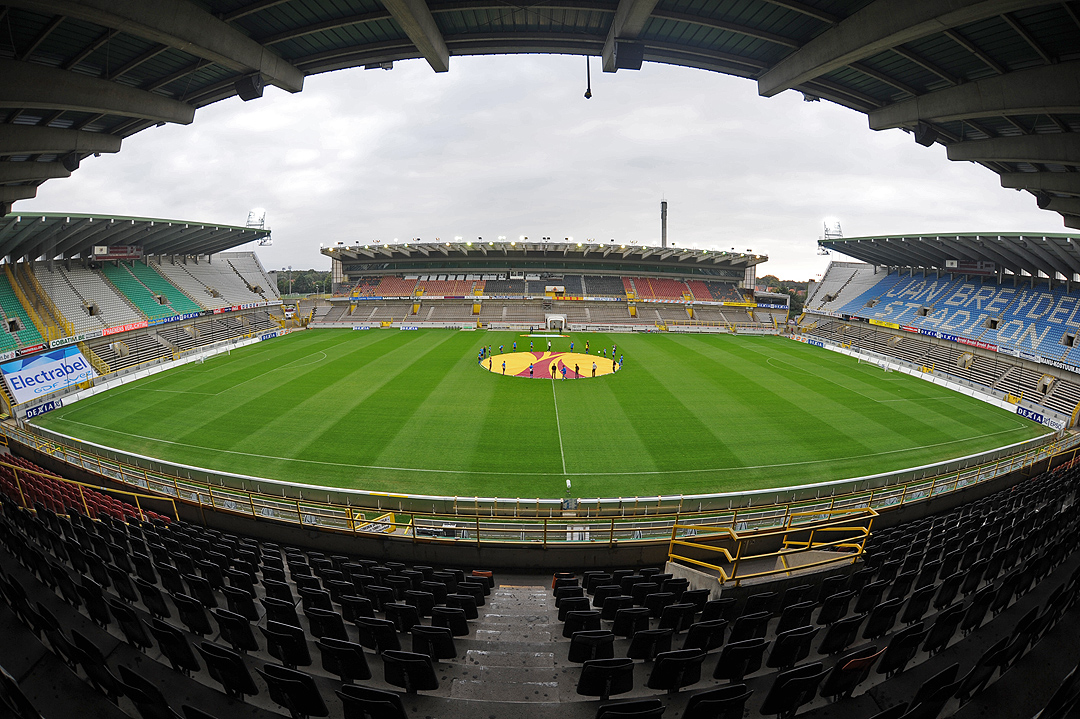
東スタンドからの眺め (2009年)